# Mentalist (Band)
Mentalist ist eine multi-nationale Power-Metal-Band, die 2018 in Saarbrücken gegründet wurde.

## Bandgeschichte
Ursprünglich 2018 als saarländisches Melodic-Rock-Projekt zwischen den befreundeten Musikern Peter Moog und Kai Stringer gegründet, kam mit Thomen Stauch (Schlagzeug, ex-Blind Guardian, Coldseed) ein prominentes Mitglied in die Band. Mit dem Einstieg von Florian Hertel stieß ein weiterer saarländischer Musiker hinzu. Über eine Bekannte der Band wurde schließlich der Kontakt zum schwedischen Sänger Rob Lundgren hergestellt, der zu dieser Zeit mit diversen Coverversionen ein Star auf YouTube war, so dass die ursprünglich instrumentale Band ab 2019 komplettiert werden konnte.
Das Debütalbum Freedom of Speech wurde am 28. August 2020 über Pride & Joy Music veröffentlicht. Es wurde in Eigenregie erstellt. Das Plattencover wurde von Andreas Marschall gezeichnet. Auf dem Cover ist das namensgebende Bandmaskottchen dargestellt, der ähnlich wie Iron Maidens Eddie fest in das Bandkonzept integriert wird. Als Gastsänger ist Daniel Heimann (ex-Lost Horizon) auf dem Album vertreten.
2021 erschien das zweite Album A Journey into the Unknown. Als Gastmusiker konnte die Band diesmal Oliver Palotai (Keyboards, Kamelot), Henning Basse (Hintergrundgesang, ex-Metalium) und Mike LePond (Bass, Symphony X) gewinnen. Das Coverartwork entwarf erneut Andreas Marschall.
Am 16. September 2022 erschien das dritte Album Empires Falling. Das Album erreichte Platz 94 der deutschen Charts.

## Musikstil
Musikalisch spielen Mentalist klassischen Power Metal europäischer Prägung mit Anleihen an den Speed Metal und die NWOBHM. Vergleiche werden insbesondere zu Helloween, Iron Maiden, Gamma Ray und Freedom Call gezogen.

## Rezeption
Walter Scheurer vom deutschen Online-Magazin Powermetal.de lobt das Debütalbum mit 7.5/10 Punkten als starke Power-Metal-Scheibe, weist aber darauf hin, „dass man sich vereinzelt fast unverschämt deutlich an die Vorbilder anlehnt […] (und) speziell im Hinblick auf Eigenständigkeit noch reichlich Luft nach oben ist.“. Cornholio vom Online-Magazin Bleeding4Metal erwähnt hingegen, dass ihn zwar einzelne Songs an Helloween erinnern, betont jedoch dazu „[…] keine Angst, es ist keine Kopie!“.
Das Online-Magazin Metal1.info gibt sich in seiner Rezension von Empires Falling begeistert von den „[…] unfassbar vielen, großartigen Melodien“. Auch hier werden Parallelen zu Helloween gezogen, aber auch der „[…] anspruchsvolle, spannende Touch“ wird als neues Charaktermerkmal der Band aufgenommen und lobend erwähnt, dass sich Mentalist auf dem dritten Album „[…] dann sogar noch zu Experimenten hinreißen (lassen) und eine wilde, jazzige Prog-Nummer auspacken“.

## Diskografie
- 2020: Freedom of Speech (Pride & Joy Music)
- 2021: A Journey into the Unknown (Pride & Joy Music)
- 2022: Empires Falling (Pride & Joy Music)
- 2025: Earthbreaker (Pride & Joy Music)